# Pumphouse Lake
Pumphouse Lake är en sjö i Antarktis. Den ligger i Sydorkneyöarna. Argentina och Storbritannien gör anspråk på området. Pumphouse Lake ligger 1 meter över havet. Den ligger på ön Signy.
I övrigt finns följande vid Pumphouse Lake:
- Elephant Flats (en platå)
- Marble Knolls (en kulle)